# Delta Amacuro
Država Delta Amacuro (španjolski: Estado Delta Amacuro) je jedna od 23 savezne države Venezuele, koja se nalazi na sjeveroistoku zemlje u Delti Orinoca.Administrativni centar države je Tucupita, jedini veći grad u delti.

## Zemljopisne i klimatske karakteristike
Delta Amacuro ima 152 679 stanovnika i površinu od 40 200 km² jedna od najrijeđe naseljenih venecuelanskih država.
Delta Amacuro omeđena je sa sjevera Karipskim morem, s istoka Gvajanom, s juga venecuelanskom državom Bolívar a sa zapada s državom Monagas. To je površinom mala i rijetko naseljena država koja najvećim dijelom leži u močvarnoj delti Orinoca zvanoj i  Delta Amacuro, po kojoj je i dobila ime.

## Vanjske poveznice
- Amazonas na portalu Encyclopedia Britannica (engl.)